# Коблик
Коблик (кобел, кібель) — поширена в Закарпатській Україні старовинна міра об'єму, вживана для обрахунку кількості сипких речовин, вина, а також — посівних площ.

## Історія
У XVII—XVIII ст.ст. коблик найчастіше становив 90—100 літрів, у XIX ст. — 60—75 літрів. Ділився на:
- 4 віка (корці) або 16 чвертівок;
- 32 иці (купи) або 64 мислі.

Як міра площі становив ділянку землі, для звичайного засіву якої вистачило б одного коблика зерна, й часто прирівнювався до угра (гольда).
Коблик вина в XVI ст. на Берегівщині ділився на 4 пінти або 8 иць. Наприкінці XVIII ст. на західному Закарпатті коблик вина становив 8 пінт.